# Alforzada
Alforzada (Tuckborough en el original inglés) es un lugar ficticio que pertenece al legendarium creado por el escritor británico J. R. R. Tolkien y que aparece en su novela El Señor de los Anillos. Es un pueblo de la Comarca, en la Tierra Media, y uno de los más antiguos fundados en la región. En ocasiones es llamado también Alforzaburgo.

## Geografía
Está situado en la Cuaderna del Oeste, en la región conocida como el País de las Colinas Verdes. Se encuentra al este de la aldea de Barrancas de Tuk y cerca de la frontera de la Cuaderna del Sur. En Alforzada finalizaba el Camino de Cepeda, que venía de dicho pueblo, pasaba por La Cerrada y atravesaba parte del Bosque Cerrado.
En Alforzada también se encuentra una de las mejores bibliotecas de la Comarca. En él se puede encontrar el libro Pielamarilla, también llamado el Anuario de Alforzada. Se comenzó a escribir alrededor del año 2000 T. E. y recogía el árbol genealógico y la historia de la familia Tuk. De él se extrajo información para el Libro Rojo de la Frontera del Oeste y, además, una copia de este fue guardada en la Cuarta Edad del Sol junto con el Pielamarilla en la biblioteca de Alzorzada.

## Historia
En el año 2683 de la Tercera Edad del Sol, el Thain Isengrim II Tuk comenzó la construcción en Alforzada de los Grandes Smials, que se convertirían en la residencia de todos los Thain posteriores. 
Durante la Guerra del Anillo y la invasión de la Comarca por parte de Saruman y sus rufianes, el hobbit Peregrin Tuk fue en busca de los Tuk de Alforzada y de las Colinas Verdes para acudir a la Batalla de Delagua, que acabó con la victoria de los hobbits y la liberación de la Comarca. 